# Cyril Saugrain
Cyril Saugrain, nascido a 22 de junho de 1973 em Livry-Gargan, foi um ciclista profissional francês que foi profissional de 1994 a 2003.

## Palmarés
| 1993 - París-Tours sub-23 1995 - 1 etapa do Tour de Vaucluse - 1 etapa do Tour de l'Ain 1996 - 1 etapa do Tour de France - 1 etapa do Tour de Vaucluse | 1998 - 1 etapa do Circuito Franco-Belga 1999 - Grand Prix de Villers-Cotterêts |

## Resultados nas grandes voltas
| Carreira           | 1994 | 1995 | 1996 | 1997 | 1998 | 1999 | 2000 | 2001 | 2002 | 2003 |
| ------------------ | ---- | ---- | ---- | ---- | ---- | ---- | ---- | ---- | ---- | ---- |
| Giro d'Italia      | -    | -    | -    | -    | -    | -    | -    | -    | -    | -    |
| Tour de France     | -    | -    | Ab.  | Ab.  | -    | -    | -    | -    | -    | -    |
| Volta a Espanha    | -    | -    | -    | -    | Ab.  | -    | -    | -    | 114º | -    |
| Mundial em Estrada | -    | -    | -    | -    | -    | -    | -    | -    | -    | -    |

-: não participa

Ab.: abandono